# Schock (film)
Schock è un film del 1977 diretto da Mario Bava, conosciuto anche col titolo Schock - Transfert Suspense Hypnos.

## Trama
Dora e il marito Bruno, su insistenza di quest'ultimo, tornano a vivere con il piccolo Marco nell'elegante villa di campagna di proprietà della donna. Dora invece vorrebbe vendere quella casa dove aveva vissuto, fino a qualche anno prima, con Carlo, il primo marito e padre del bambino, morto suicida in mare dopo essere stato schiavo della droga e di una grave forma di depressione. Marco, che s'aggira curioso e gioca nelle cantine, sembra ad un tratto percepire una misteriosa presenza, che da quel momento inizia a influenzare i suoi comportamenti, a spingerlo a frequenti e insolite reazioni, che preoccupano molto la madre.
In seguito, anche la donna e lo scettico Bruno sperimentano fenomeni inspiegabili quanto inquietanti. Dora è ormai certa che il fantasma del precedente marito abiti ancora tra quelle mura e sia pronto a fare del male a lei e al figlioletto, per ragioni che non comprende. Gli incidenti si susseguono a un ritmo crescente, diventando sempre più pericolosi. 
Sottoposta a questo continuo stress, la donna vorrebbe lasciare definitivamente la casa. 
Ma il figlio, forse davvero guidato dallo spirito del padre, sfugge a ogni forma di controllo. Bruno, messo alle strette dal susseguirsi degli eventi, è costretto a confessare alla moglie la vera ragione della sua decisione di tornare a vivere nella casa. Lui stesso aveva murato nelle cantine il cadavere del primo marito, sgozzato da Dora in un raptus di follia omicida. La donna, travolta dallo shock, aveva rimosso dalla memoria l'episodio e Bruno, che l'ama da sempre, per evitarle d'essere rinchiusa, aveva fatto sparire il corpo e simulato la scomparsa in mare dell'uomo, convincendo tutti con la tesi d'un verosimile gesto suicida. È evidente che la casa non potrà essere venduta o abitata da altri prima della rimozione del cadavere dal suo nascondiglio.
Di fronte a questa rivelazione, Dora perde di nuovo il controllo e uccide Bruno con una picconata. Poi, vittima di un'ennesima allucinazione, crede di essere aggredita dal fantasma di Carlo, ma in realtà è lei stessa a tagliarsi la gola. Il piccolo Marco è rimasto apparentemente solo nella casa. 
Ma nelle sequenze finali lo si vede sereno e sorridente, mentre fa colazione e parla con il padre, che gioca con lui sull'altalena, che oscilla da sola, spinta da forze invisibili.

## Produzione
A seguito di una serie di lavori incompleti o falliti come Cani arrabbiati, il figlio di Mario Bava, Lamberto Bava, continuò secondo quanto da lui affermato a spingere suo padre a realizzare nuovi film, incentivando la realizzazione di Schock. La sceneggiatura originale, intitolata provvisoriamente Al 33 di via orologio fa sempre freddo, era stata scritta da Dardano Sacchetti e Francesco Barberi nei primi anni settanta dopo aver lavorato in Reazione a catena, su richiesta di Mario Bava. Questo primo trattamento era vagamente ispirato a un romanzo di Hillary Waugh, intitolato The Shadow Guest. Nel 1973, Mario Bava aveva provinato Mimsy Farmer per la parte principale, ma questo progetto venne successivamente accantonato. Lamberto Bava sarebbe poi tornato a lavorare sulla sceneggiatura insieme al co-sceneggiatore di Cani arrabbiati Alessandro Parenzo, che è stato accreditato nel film con il nome Paolo Brigenti. Il film è entrato in produzione nel 1977 ed è stato girato durante un periodo di cinque settimane.
Mario Bava lasciò dirigere al figlio alcune scene, sulla base però dei propri storyboard: Lamberto Bava è stato quindi accreditato come collaboratore alla regia.
La colonna sonora del film è stata composta dal gruppo musicale dei Libra, con Carlo Pennisi alla chitarra, Alessandro Centofanti alla tastiera, Dino Cappa al basso e Walter Martino alla batteria. Fu l'ultima produzione del gruppo prima del suo scioglimento.

## Distribuzione
Il film è stato distribuito nei cinema italiani dalla Titanus il 12 agosto 1977. Ha incassato complessivamente 196.657.000 lire dell'epoca a livello nazionale.
Negli Stati Uniti è stato distribuito sotto il titolo di Beyond the Door II come sequel non ufficiale del film horror italiano Chi sei? (distribuito negli Stati Uniti con il titolo Beyond the Door) diretto da Ovidio G. Assonitis nel 1974, che aveva riscosso molto successo negli States.